# ويليام والاس

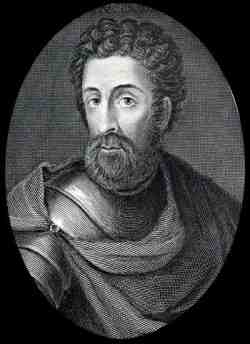
ويليام والاس

السير وليام والاس (1270 - 23 أغسطس 1305 م) أحد الفرسان الذين قادوا الإسكتلنديين ضد إنجلترا حتى مقتله.وأحد القادة الرئيسيين خلال حرب الاستقلال الإسكتلندية الأولى. اختلفت حوله الآراء فمن قائل إنه مجرم حرب وهمجي ومن قائل إنه أحد الثوار الأبطال الذين ضحوا في سبيل بلادهم.

## حرب والاس
لا يعرف الكثير عن حياة والاس لكنه كان ابن مالك أراضي صغير في رينفرو يدعى مالكوم والاس، وفي عام 1296 قام الملك إدوارد الأول من إنكلترا بالإطاحة بملك اسكتلندا جون من باليول وسجنه وأعلن نفسه الحاكم على البلاد مما أثار غضب الناس.
في مايو 1297 وهي السنة التي ذكر فيها والاس لأول مرة قام هو ورجاله بإحراق لانارك وقتل المأمور الإنكليزي ليقوم بعدها بتنظيم رجال من العامة وملاك الأراضي الصغار فهاجموا حصنا إنكليزيا بين نهري فورث وتاي، وفي 11 سبتمبر 1297 تجابه والاس مع جون دي وارين إيرل سوري في مَعْرَكة جِسْر ستِيرليِنغ وفيها كان الجيش الإنكليزي يفوق نظيره عدديا لكن كان عليهم عبور جسر ضيق فأصبحوا هدفا سهلا لوالاس ورجاله فاحتل قلعة ستيرلينغ وأصبحت اسكتلندا حرة لبعض الوقت، ثم قام في أكتوبر بمهاجمة شمال إنكلترا وخرب المناطق بين نورث ثمبرلاند وكمبرلاند.
بعد أن رجع في بداية ديسمبر تم إعطاؤه لقب فارس وحامي البلاد وحاكم البلاد، لكن العديد من النبلاء أعطوه دعما شحيحا، وكان عليه أن يواجه إدوارد والذي كان في حملة في فرنسا وقد رجع بعدها للبلاد في مارس 1298.
وفي 3 يوليو قام بغزو اسكتلندا، وفي 22 يوليو تمت هزيمة والاس ورماحيه وفرسانه في مَعْرَكة فَالكِيركْ، ورغم أن إدوارد فشل في إخماد الثورة قبل عودته كانت سمعة والاس قد تحطمت فاستقال من منصبه وأتي بدله روبرت بروس وسير جون كومين الأحمر. مع العلم أنه تعرض للخيانة[ما هي؟]
وتمت خيانته في المعركة من قبل النبلاء الإسكتلنديين وروبرت بروس .
هناك دلائل على أن والاس ذهب إلى فرنسا عام 1299 حيث تقول بعض المصادر أنه كان محاربا منفردا ولكن في خريف تلك السنة انقطعت أخباره لأربع سنوات ورغم استسلام النبلاء لإدوارد استمر الإنكليز يطاردون والاس بلا هوادة حتى اعتقل قرب غلاسكو في 5 أغسطس 1305.

## مقتله
عندما ألقوا القبض على وليام والاس، أُخِذَ إلى إنجلترا، حيث تم إعدامه بعد تعذيبه، حيث عذبوه حتى يطلب الرحمة فقاموا بشنقه، وإنزاله قبل أن يختنق، ثم قاموا بشده عن طريق ربط قدميه بحصانين، ويديه بحصانين آخرين، ثم قاموا بخصيه وإخراج أحشائه من بطنه، وقاموا بحرقها أمامه، ولكنه لم يركع طلباً للرحمه، وفضَّلَ أن يُعْدَم من أجل الحرية. فقاموا بقطع رأسه، وتعليقها على جسر لندن، وتم توزيع الأطراف منفصلة، في نيو كاسل وبرويك، وستيرلينغ، وأبردين، حتى يكون عبرةً.

## آثار والاس
أغلب الحكايات عنه (ومنها ما أُخذ منه الفيلم) غير مدون في التاريخ ولكنه على الأغلب من اختراع الذاكرة الشعبية وأهمها ما أورده الشاعر هاري الأعمى حول جسمه وقوته الهائلين وبراعته في القتال وكيف أنه أصبح طريدا في الغابات بعد أن انتقم من المأمور الذي قتل حبيبته.
كتب السير جيم فيرغوسون عام 1938 كتابا اسمه «وليام والاس حامي اسكتلندا».

## الفيلم
أنتج وأخرج ولعب دور البطولة الممثل الأمريكي الشهير ميل غبسون في فيلم القلب الشجاع الذي روى قصة والاس من منظور معادي للإنجليز حيث صُوِّر على أنه شخصية بطولية ووطنية .